# Історико-культурний заповідник «Більськ»
Історико-культурний заповідник «Більськ» — заповідник на території Полтавської області та Сумської області, Україна. До складу археологічної території входять більша частина Більського городища скіфського часу, а також пам'ятки його округи, розташовані у межах Полтавської області. Північна частина городища і Куземинське укріплення розташовані знаходяться у межах Сумської області.

## Історія
Історико-культурний заповідник «Більськ» створений 19 травня 2005 р.
Археологічні дослідження Більського городища і пам'яток його широкої округи (території, віддаленої на 30-40 км від Більського городища) тривають понад 100 років. Розпочав їх у 1906 р. провідний археолог Росії кінця XIX — середини ХХ ст. В. О. Городцов. Найавторитетнішим дослідником городища є професор Харківського національного університету Борис Шрамко.

## Опис
До складу археологічної території входять більша частина Більського городища скіфського часу, а також пам'ятки його округи, розташовані у межах Полтавської області. Північна частина городища і Куземинське укріплення розташовані у межах Сумської області.
Заповідник перебуває на етапі становлення, експозиція заповідника перебуває у стані формування. У складі заповідника працює археологічна експедиція, яка займається в основному археологічними розвідками і створенням планів пам'яток археології Більського городища і його округи.
Більське городище ототожнюється більшістю сучасних дослідників з містом Гелон, згаданим Геродотом. Городище має площу близько 5 тис. га, воно простягається з півночі на південь на 11,5 км, найбільша відстань між крайніми західними і східними точками — 6 км. На території городища знаходиться с. Більськ і південна частина с. Куземин. Городище складається з Великого укріплення, а також Східного, Західного і Куземинського городищ. Останні займають миси на корінних берегах Ворскли і Сухої Груні (басейн Псла).
Серед пам'яток округи Більського городища — найбільші майдани України — Розрита Могила та Скоробір. На території Більського городища і його округи знаходяться десятки поселень доби каменю, бронзи, ранньої залізної доби, римського часу, раннього і розвинутого середньовіччя. З околиць і території городища походять не лише масова продукція, насамперед посуд, а й численні знахідки унікальних речей, багато з яких є продукцією античних майстрів (золотий перстень, посуд, дзеркало та ін.). Частина прикрас скіфського часу вироблялись на городищі місцевими майстрами (хрестоподібні бляхи, ромбічні бляшки).

## Знахідки
Серед пам'яток знайдених на території заповідника вирізняється унікальний комплекс слов'янської доби — Блажківський скарб 1903 р., введений до наукового обігу В. О. Городцовим. Застібка з цього скарбу стала прототипом однієї з груп антропозооморфних фібул VII–VIII ст.

### Знахідки в XXI столітті
У липні 2016 року співробітники музею археології і етнографії Харківського національного університету ім. Каразіна разом з представниками заповідника «Більськ» в межах городища виявили найбільшу на Лівобережній Україні знахідку, яка налічує 30 золотих виробів.
Наприкінці липня 2017 року стартувала третя літня польова археологічна школа за участю археологів та науковців з восьми провідних вищих навчальних закладів України, що прибули на розкопки залишків Більського городища. За перші дні експедиції відкопали сенсаційні знахідки. Серед знахідок: скіфське золото, унікальні вцілілі амфори скіфської доби, різноманітні прикраси, наконечники для стріл і навіть стародавні шкіряні вироби, що були виявлені під час розкопок двох курганів скіфської доби. Так, в одному з курганів знайшли цілою сіро-глиняну посудину VI ст. до нашої ери, три бронзові бляшки та вток від списа. У другому кургані було знайдено посуд, золоті прикраси та два людських скелети.
Влітку 2023 року, археологічна експедиція, яка працювала на Більському городищі протягом трьох тижнів, виявила поховання часів до нашої ери. За повідомленням директора Історико-культурного заповідника «Більськ» Ігоря Короста, в одному з курганів знайшли битий посуд, а також золоті бляшки, які нашивалися на одяг. Вони датуються серединою VI століття до н. е.. Зараз вони досліджуються фахівцями. Після опрацювання цих знахідок та документування, у Полтавському краєзнавчому музеї планують організувати виставку з цими артефактами.

## Галерея

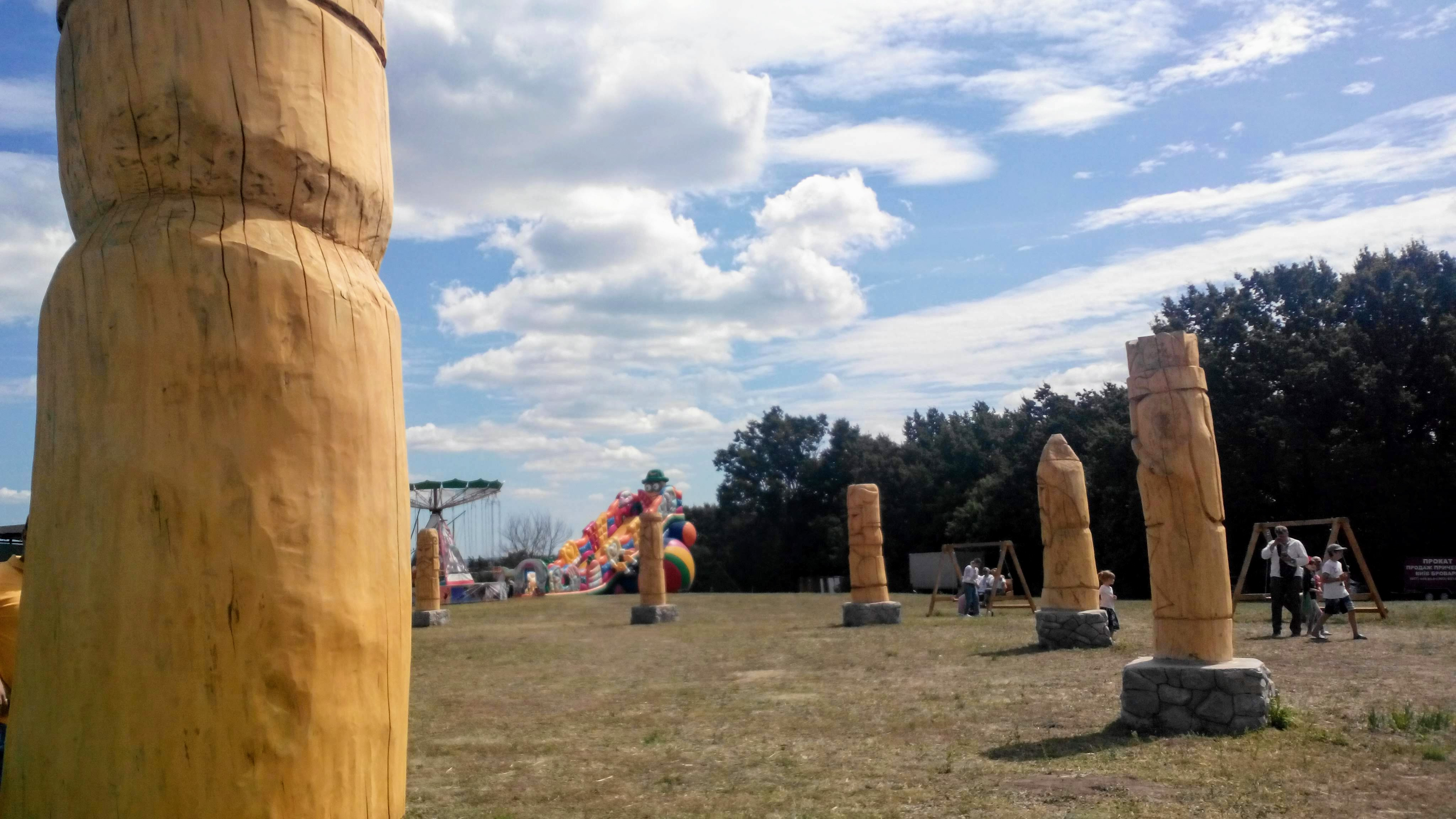
Більське городище - земля скіфів
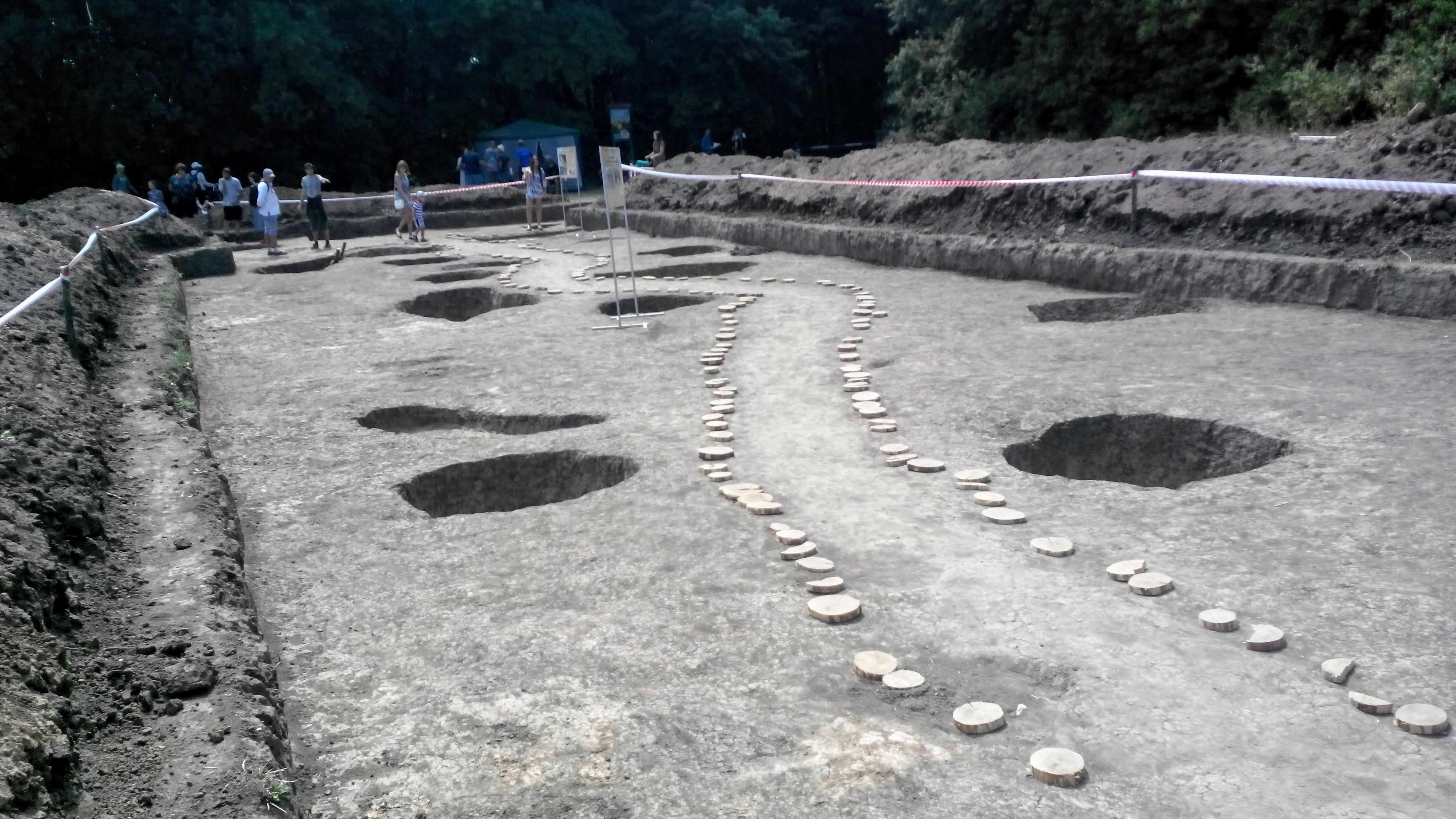
Розкопки ґрунтового могильника
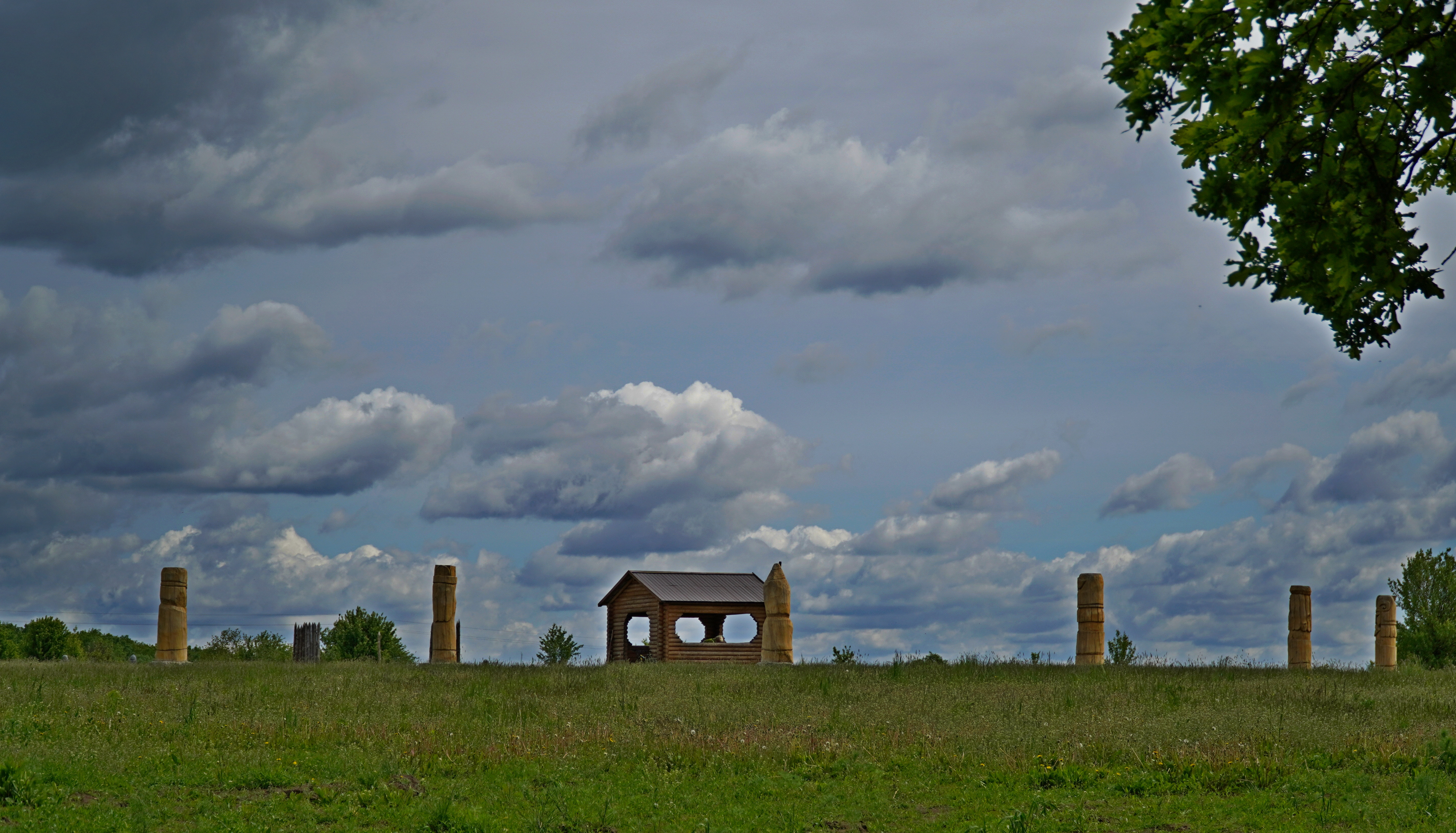
Музей просто неба на Барвінковій горі
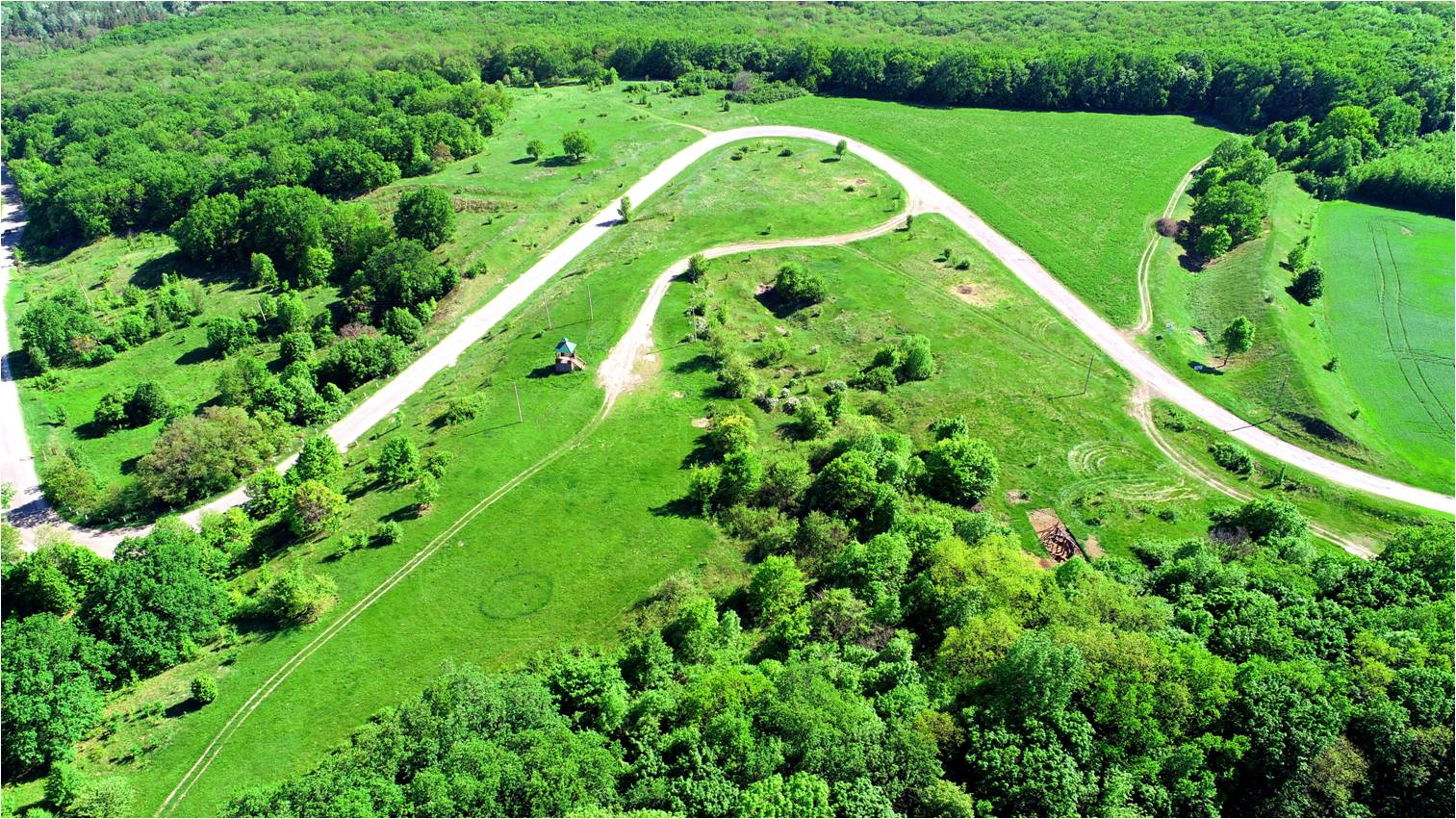
Урочище Барвінкова гора
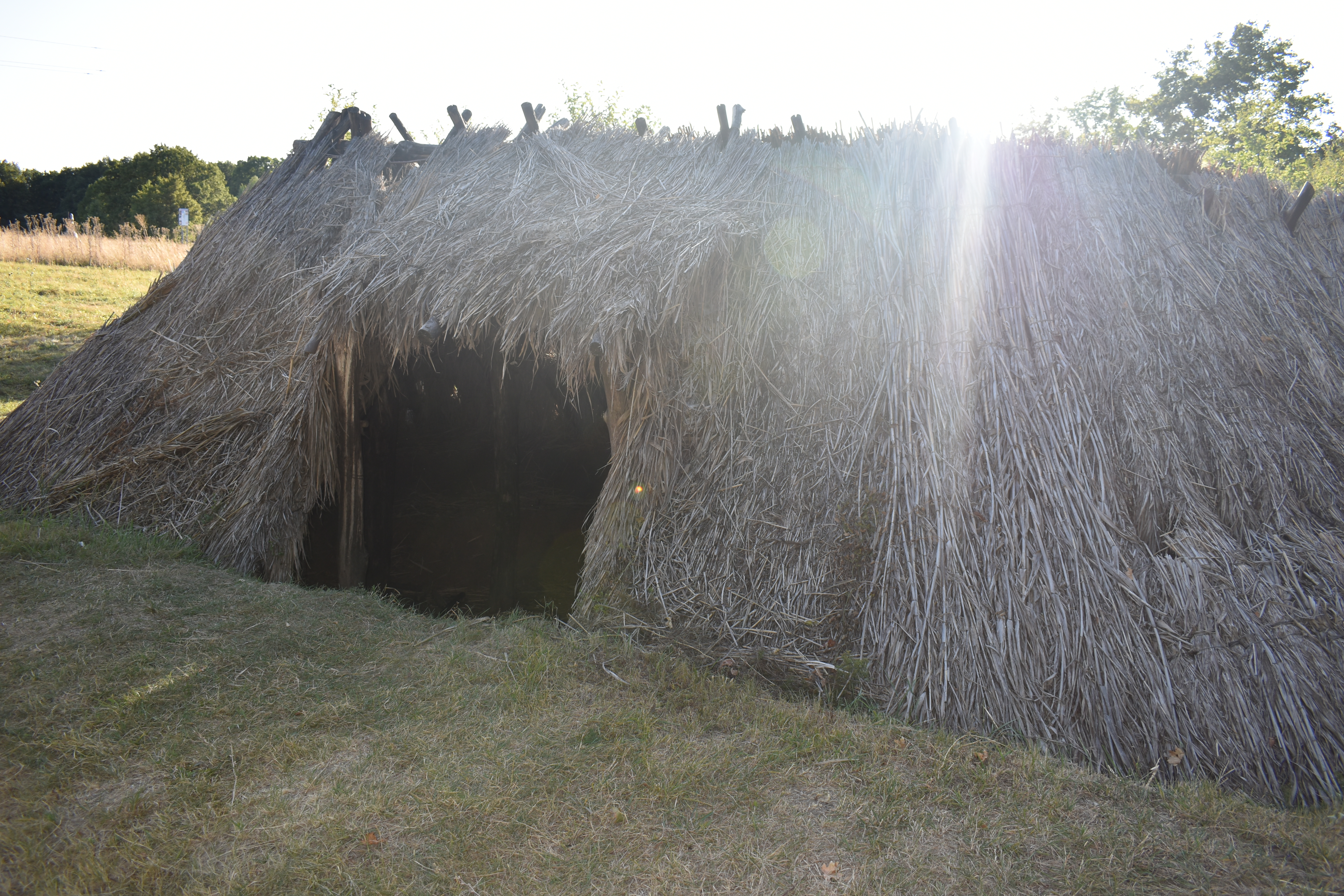
Реконструкція житла Західного укріплення. Передня частина
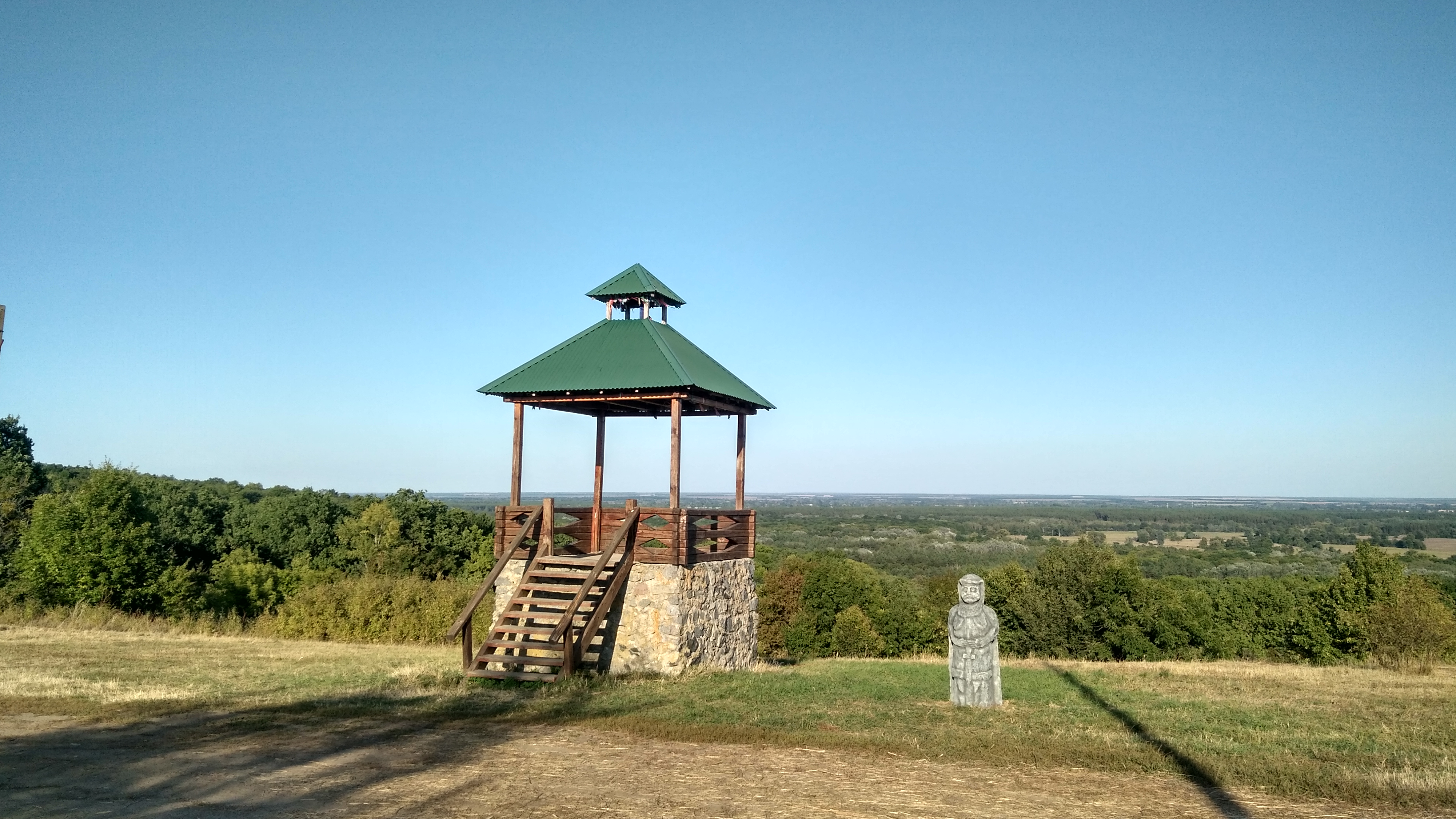
На Барвінковій горі